# Houffalize
Houffalize (en való Oufalijhe) és un municipi belga de la província de Luxemburg a la regió valona. El seu nom prové d'Alta Falisia. Durant la Segona Guerra Mundial fou escenari de la batalla de les Ardenes

## Localitats
El municipi es divideix en 7 seccions:
- Houffalize
- Mabompré: Bonnerue, Engreux, Vellereux
- Mont: Dinez, Fontenaille, Sommerain, Taverneux, Wilogne
- Nadrin: Filly, Ollomont
- Tailles: Chabrehez, Pisserotte
- Tavigny: Boeur, Buret, Cetturu, Vissoule, Wandebourcy
- Wibrin: Achouffe, Mormont

## Llocs d'interès
- Els vestigis del túnel hidràulic de l'antic Canal Mosa-Mosel·la a Tavigny

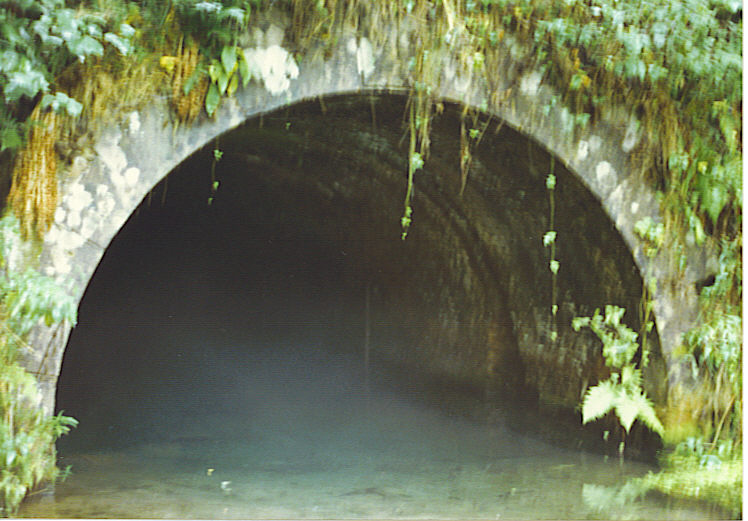
L'entrada del túnel de Bernistap